# Corregimiento de La Paz
El corregimiento de La Paz o provincia de La Paz fue un área administrativa integrante del Imperio español dentro del Virreinato del Perú hasta 1776 y luego del Virreinato del Río de la Plata. Se hallaba situado en territorio de la actual República de Bolivia.
Luego de triunfar sobre Diego de Almagro en la batalla de las Salinas, Francisco Pizarro tomó el control de una gran encomienda que incluía el valle de Chuquiago, que se hallaba habitado por unos 500 indígenas. 
El pacificador enviado por el rey de España, Pedro de la Gasca, ordenó al capitán Alonso de Mendoza la fundación de la ciudad de Nuestra Señora de La Paz para servir de escala entre Arequipa y Charcas, fundación que realizó el 20 de octubre de 1548 en el sitio del poblado de Laja. Tres días después se decidió trasladarla al valle de Chuquiago. La orden de fundación incluía la creación del corregimiento de La Paz, siendo su fundador, el capitán Alonso de Mendoza, su primer corregidor y justicia mayor.
Desde el 18 de septiembre de 1559 el corregimiento quedó incluido en la jurisdicción de la Real Audiencia de Charcas y de la provincia de Charcas.
En 1569 el gobernador y capitán general del Perú (no era virrey) Lope García de Castro dividió el territorio del virreinato en corregimientos de indios, que eran sufragáneos de los corregimientos de españoles más cercanos. Chucuito fue incluido entre los sufragáneos del corregimiento de La Paz, quedando como uno de sus corregimientos de indios.
En 1572 fue creada la reducción del pueblo de indios de San Pedro y Santiago de Chuquiago en la ciudad de La Paz.
En 1578 el corregimiento de indios de Chucuito fue transformado en la gobernación de Chucuito, separada de La Paz.
En 1605 fue creado el Obispado de La Paz mediante una bula del papa Pablo V. Comprendía 80 curatos entre Paucarcolla y Chucuito a orillas del Lago Titicaca y las provincias de Larecaja, Pacajes, Sicasica y Omasuyos.
Hacia 1620 dependían del corregimiento de La Paz los corregimientos de indios de: Caracollo, Larecaja, Pauparcollo, Pacajes y Omasuyo. 
A partir del 1 de agosto de 1776, el corregimiento de La Paz pasó a ser parte del Virreinato del Río de la Plata, teniendo bajo su dependencia a los corregimientos de indios de Larecaja, Sicasica, Pacajes o Berenguela, Omasuyos y Paucarcolla.
La intendencia de La Paz fue creada por la Real Ordenanza de Intendentes de Ejército y Provincia del 28 de enero de 1782, que dividió el Virreinato del Río de la Plata en ocho intendencias, entre ellas la de La Paz que fue formada en base al obispado de La Paz (que incluía al gobierno de Chucuito) y las provincias de Lampa, Carabaya y Azángaro.

## Corregidores de La Paz
A continuación se menciona a todos los personajes que ocuparon el cargo de Corregidor de esta región.
- Alonso de Mendoza, a partir del 20 de octubre de 1548.
- Juan de Vargas, siendo alcalde la ciudad, ocupó el cargo de corregidor de manera interina en noviembre de 1548.
- Alonso de Sayas, ocupó el cargo de manera interina ante la ausencia de Alonso de Mendoza a inicios1549.
- Alonso de Alvarado, nombrado corregidor por Pedro de la Gasca a mediados de 1549.
- Juan Vedriel, teniente de corregidor. Se hizo cargo de manera interina en noviembre de 1549.
- Juan Antonio de Ulloa, asumió el cargo el 26 de octubre de 1550 hasta el 14 de noviembre de 1551.
- Lorenzo Estupiñán de Figueroa, recibió el cargo por mandato de Carlos I y gobernó desde finales de 1551 hasta mediados de 1553.
- Sancho de Ugarte, ocupó el cargo a partir del 25 de junio de 1553. Murió durante sus funciones en 1554.
- Juan Remón, fue designado por la Real Audiencia de Lima el 15 de noviembre de 1554 y ocupó el cargo a partir del 29 de diciembre de aquel año.
- Pablo Godoy, ocupó el cargo a partir del 10 de julio de 1556.
- Fernando de los Ríos, se hizo cargo del puesto a partir del 7 de octubre de 1556.
- Juan Ignacio de Aranda, se posesionó el 13 de diciembre de 1558.
- Lorenzo de Ávila y Carvajal, asumió el cargo el 5 de mayo de 1560.
- Antonio de Usnayo, ocupó el cargo en 1567.
- Alonso de Vera, no se pudo precisar en qué fecha se hizo cargo del puesto.
- Juan Dávalos de Ayala, se hizo del cargo el 16 de julio de 1587.
- Pedro de Mercado y Peñaloza, ocupó el cargo a partir de 1590 hasta el 24 de enero de 1592.
- Gerónimo Castillo, se hizo cargo de manera interina en 1592.
- Francisco Altamirano, ocupó el cargo el 15 de septiembre de 1592 hasta noviembre del mismo año.
- Alonso de Tapia, ocupó el cargo de manera interina a partir del 7 de noviembre de 1592.
- Alonso Vásquez Dávila, asumió el 5 de julio de 1593. Tuvo un periodo donde ocupó de manera interina el teniente Alonso Gómez, Vásquez dejó el cargo el 14 de marzo de 1595.
- Luis Núñez de Vergara, asumió en marzo de 1595 y murió en el cargo en julio del mismo año.
- Diego de Mascua, asumió de manera interina en agosto de 1595.
- Gonzalo Gutiérrez de Figueroa, asumió el 3 de enero de 1596 y lo ocupó hasta el 5 de agosto de 1596.
- Luis de Salazar, ocupó el cargo de manera interina y luego fue confirmado en el cargo hasta el 3 de julio de 1598.
- Alonso García Remón, se hizo cargo hasta agosto de 1599.
- Juan Núñez Mejía, ocupó el cargo durante el año 1600.
- Alonso de Maldonado y Torrez, se hizo cargo entre 1601 y 1604
- Nuño de la Cava, ocupó el cargo entre 1604 y 1606.
- Antonio Barraza, según lo mencionado en la obra "Vida de la Monja Alférez".
- Suero Vigil de Quiñones, ocupó el cargo a partir de 1614. El teniente Juan de Pizarro y Saavedra lo suplió de manera interina ese año.
- Bernardino de Hernani y Bonifaz,  asumió el 6 de septiembre de 1614. En 1617 fungió de manera interina Alonso de la Torre.
- Francisco de Alderete y Maldonado, se hizo cargo a partir del 22 de diciembre de 1621.
- Diego de Lodeña, ocupó el cargo entre 1623 y 1625. Durante su gobierno conquistó la región de Zongo.
- Antonio de Torrez y Mendoza, asumió de manera interina y luego fue confirmado en el cargo. Ocupó el cargo hasta 1625.
- Antonio Mogollón y Rivera, ocupó el cargo a partir del 9 de octubre de 1625.
- Pablo de Meneses, se hizo cargo de manera interina en 1632.
- Pedro Valnassi y Rivera, ocupó el cargo entre 1634 y 1641. En 1640 ocupó de manera interina Juan López de Almanza.
- Dámaso Vaca Dávila, se hizo cargo entre 1642 y 1644.
- Juan Antonio de Gaona y Guevara, ocupó el cargo entre 1644 y 1646.
- Alonso de Molina y Herrera, fungió desde 1646 hasta el 17 de julio de 1652.
- Gonzalo de Valladares y Sarmiento, vizconde de Fefiñanes. Tomó posesión el 17 de julio de 1652 y murió en ejercicio del cargo en 1656.
- Alonso de Céspedes, asumió de manera interina y fue confirmado en el cargo el 27 de febrero de 1657.
- Cristóbal de Canedo, posesionado el 28 de septiembre de 1658. Fue asesinado durante la rebelión de Antonio Gallardo (Philinko) el 1 de diciembre de 1661.
- Francisco de Herquíñigo, asumió de manera interina en 1662.
- Alonso de Carranza y Mudarra, gobernó hasta 1694.
- José Verganza y Gamboa, asumió el 6 de mayo de 1664.
- Fadrique Plunqueto, gobernó hasta 1669.
- Andrés de Cárdenas, fungió de manera interina en 1669.
- Andrés de Castro y Pando, gobernó hasta el 2 de diciembre de 1670.
- Pedro Luis Henríquez, asumió hasta 1676 cuando fue nombrado corregidor de Potosí.
- Bernardo Félix Vidangos, asumió de manera interina en 1677.
- Francisco de Zegarra y Guzmán, gobernó entre 1677 y 1681.
- Juan de Mesa Lugo y Ávila, ostentó el cargo hasta 1682.
- Bernabé Felipe de Aragón, gobernó hasta 1689.
- Carlos Francisco Pérez Manrique, asumió en 1689.
- Nicolás de Mancilla Villavicencio y de la Cueva, gobernó hasta 1694.
- José de Vidangos, corregidor interino en 1697.
- Juan de Verástegui Viniegra y Corral, conde de Olmos. Gobernó hasta 1700.
- Francisco de Medina y Leyva, ocupó el cargo de manera interina en 1700.
- Esteban Echeverría, gobernó en 1701.
- Benito Gonzales de Santalla, ocupó el cargo entre 1702 y 1708.
- Juan Domingo de los Santos Carvajal, fue corregidor hasta su muerte el 17 de julio de 1708.
- Juan Antonio de Argandoña, asumió de manera interina en 1708.
- Francisco de Ledezma y Ceballos, gobernó hasta 1712.
- Juan Cameros Obregón, asumió el cargo entre 1712 y 1714.
- Antonio Carnero, fue corregidor hasta 1718.
- Gregorio Quint, gobernó a partir de 1733.
- Luis Galindo de Rosas, ocupó el cargo entre 1738 y 1743.
- Gerónimo de Zegarra y Guzmán, gobernó hasta 1748.
- Miguel de Loayza, ocupó el cargo hasta 1753.
- Juan de Dios Montúfar, mantuvo el cargo hasta 1756.
- Juan Sánchez Pedrazas, ocupó el cargo en 1756.
- Antonio Pinedo y Montúfar, fue designado el 1 de julio de 1757 y ocupó el cargo hasta 1762.
- Joaquín Antonio Arias de Saavedra y Santa Cruz, quinto marqués de Moscoso. Fungió como corregidor entre el 12 de noviembre de 1762 hasta el 14 de febrero de 1765.
- Vicente Lafita, ocupó el cargo hasta 1774.
- Fermín Gil de Alipazaga, ocupó el cargo de manera interina en 1774.
- Antonio Nieto y Roa, segundo conde de Alastaya. Se hizo cargo del corregimiento hasta el 11 de octubre de 1776.
- Lorenzo Díaz de Rivadineira, gobernó hasta el 18 de febrero de 1777.
- Tadeo Diez de Medina y Mena, ocupó el cargo de manera interina en 1777.
- Juan Bautista Carrillo de Albornoz y Bravo de Lagunas, hijo del cuarto conde de Montemar y esposo de la quinta marquesa de Feria. Gobernó hasta enero de 1779.
- Fermín Gil de Alipazaga, fue designado Corregidor hasta 1781 cuando fue supeditado a la autoridad del comandante Sebastián de Segurola.
- Sebastián de Segurola, gobernó como comandante político y militar hasta que fue designado intendente de la nueva Intendencia de La Paz en 1783.